# Андріївка (селище, Волноваський район)
Андрі́ївка (до 1946 року — Карань) — селище в Україні, у Мирненській селищній громаді Волноваського району Донецької області.

## Загальні відомості
Відстань до Бойківського становить 30 км і проходить автошляхом територіального значення Т 0512. У селищі розташована залізнична станція Карань. Селище межує з селом Анадоль Волноваського району Донецької області.
В Андріївці діє елеватор, щебеневий завод. Є поштове відділення, середня школа І—ІІІ ступенів (заснована у 1939 році), амбулаторія, фельдшерсько-акушерський пункт, аптека.

## Історія
Село засноване 1882 року.
1938 року набуло статусу селища міського типу.
Впродовж 1940—1950-х років смт було районним центром.
4 вересня 2014 року, під час виконання бойового завдання, біля смт Андріївка загинув солдат 28-ї ОМБр Кирило Григорюк.
У грудні 2014 року Андріївка була передана з Тельманівського району (нині ліквідованого — Бойківського району) до складу Волноваського району.
З 2024 року — селище.

## Населення

### Мова
Розподіл населення за рідною мовою за даними перепису 2001 року:
| Мова            | Кількість | Відсоток |
| --------------- | --------- | -------- |
| російська       | 2851      | 85.28%   |
| українська      | 485       | 14.51%   |
| білоруська      | 3         | 0.09%    |
| вірменська      | 1         | 0.03%    |
| грецька         | 1         | 0.03%    |
| інші/не вказали | 2         | 0.06%    |
| Усього          | 3343      | 100%     |

За даними перепису 2001 року населення селища становило 3343 особи, із них 14,51 % зазначили рідною мову українську, 85,28 % — російську, 0,09 % — білоруську, 0,15 % — грецьку та вірменську мови.